# Joselu (football, 1991)
Pour les articles homonymes, voir Joselu, José Barroso, Barroso et José Luis Moreno.
José Luis Moreno Barroso surnommé Joselu, né le 3 mars 1991 à Cartaya, est un footballeur espagnol qui joue au poste d'attaquant.

## Biographie
Avec le club de Villarreal, il joue 11 matchs en première division espagnole, et trois matchs en Ligue des champions.